# سرودار
سرودار روستایی از توابع بخش آسارا شهرستان کرج در استان البرز ایران است. ساکنین سرودار به زبان تاتی صحبت می‌کنند.
روستای سرودار تلفیقی از جاذبه‌های گردشگری کرج
عطا حریری
کارشناس ارشد گردشگری
بهترین پیشنهاد برای یک سفر نیم روزه در نزدیکی تهران و با تلفیقی از گردشگری خوراک، طبیعت‌گردی و تفریح در کنار رودخانه، سفر به روستای سرودار واقع در شهرستان کرج، استان البرز است.
۱۴:۳۸ - ۱۴۰۱/۱۲/۲۷   
۰
میراث آریا - روستایی که ساکنان آن به زبان تاتی صحبت می‌کنند. کافی است ۵ کیلومتر در محور کرج - کندوان به سمت شمال حرکت کنید تا به روستای سرودار برسید. این طبیعت بکر با توجه به شرایط محیطی متنوعی که دارد زیبایی‌های زیادی را در خود جای داده است. وجود واحدهای پذیرایی متعدد به ویژه واحدهای پذیرایی درجه یک با سرآشپزهای نمونه در دو طرف جاده (تحت نظارت بازرسین میراث‌فرهنگی و گردشگری) با منظره جذاب رودخانه و کوه‌های سر به فلک کشیده محیطی خاطره‌انگیز با طعم لذیذ غذاهای ایرانی را برایتان رقم می‌زند. روستای سرودار دارای مجتمع گردشگری برای اقامت گردشگران در منطقه‌ای خوش آب و هوا و تفرجگاه در کنار رودخانه نیز است.
بخش بزرگی از سرسبزی طبیعت روستای سرودار مدیون رودخانه محبوب و خروشان کرج است که در انحنای جاده از میان درختان سرو عبور می‌کند و گردشگران زیادی را در تمام سال به خود جذب می‌کند. رودخانه کرج پرآب ترین رود دامنه جنوبی البرز است.
درخت سرو ۱۵۰۰ ساله‌ای که در این روستا قرار دارد ظرفیت گردشگری تاریخی این روستا را جذاب‌تر می‌کند. نام این روستا نیز برگرفته از این درخت جذاب است.
کوهستانی بودن منطقه با توجه به گستره بلند کوه‌های البرز از جاذبه‌های طبیعت‌گردی این روستا همراه با امکان کوهنوردی در مسیر دره را فراهم می‌کند.
پل باصفا و چشم‌نواز کوی گلاب پلی است که حاشیه جاده را از بالای رودخانه کرج به داخل روستا متصل می‌کند.
اگر اهل پیاده‌روی باشید راه دسترسی به داخل روستا پل کوی گلاب است. پیاده‌روی در کنار طبیعت زیبا، باغ‌های میوه، چشمه آب و صدای دلنواز برخورد آب با صخره‌ها در رودخانه کرج شما را به تحسین وامی‌دارد. 
یکی از بهترین سوغات این روستا کلوچه دلپُر است. بومی‌های این روستا هر ساله در شب سال نو کلوچه‌ای به نام «دلپُر» از ترکیب زنجبیل، دارچین و مغز گردو درست می‌کنند.
این روستا در فصل بهار بسیار دیدنی و چشم‌نواز است. طبیعتی زیبا، ییلاقی و فراموش‌نشدنی روستای سرودار یک مقصد عالی و مناسب برای سفرهای کوتاه مدت در نزدیکی پایتخت و شهر کرج است

## جمعیت
این روستا در دهستان آدران قرار دارد و براساس سرشماری مرکز آمار ایران در سال ۱۳۸۵، جمعیت آن ۳۴۷ نفر (۱۱۰خانوار) بوده‌است.